# Утки в городе
«Утки в городе» (Sitting Ducks) — американский мультсериал, созданный по знаменитой книге Майкла Бедарда.

## Список серий

### 1 сезон
- 01 серия — Бегущая утка / Голая утка
- 02 серия — Утки на прокат / Гиг гиг ура
- 03 серия — Подглядывающая утка / Таяние Фреда
- 04 серия — Вспоминая диких родичей / Муха, которая меня полюбила
- 05 серия — Кулинарное буйство / Великий день Бев
- 06 серия — Уэддл одичал / Билл высиживает яйцо
- 07 серия — Билла показывают в новостях / Молоко есть?
- 08 серия — Водительские права на скутер / Старая утка и море
- 09 серия — Надоедливый гость / Уйти от всего этого
- 10 серия — Полночная закуска / Посетитель
- 11 серия — Утки на льду / Где Альдо?
- 12 серия — Великий обман / Трагедия Уэддла
- 13 серия — Стоматологическое приключение / Вот такая работа

### 2 сезон
- 14 серия — Загон номер 13 / Утки-сорвиголовы
- 15 серия — Утка Альдо / Преследуя Энди
- 16 серия — Нога судьбы / Великая гонка на скутерах
- 17 серия — О брат, какое искусство / Городская легенда
- 18 серия — Лихорадка Фреда / Ты заземлён
- 19 серия — Аллигатор в маске / Лотта Гелата
- 20 серия — Перьевой остров / Король Бонго
- 21 серия — Секрет Фреда / Дядя Альдо Арти
- 22 серия — Близкие отношения зелёного типа / Поймаю тебя, аллигатор
- 23 серия — Ничего кроме правды / Утка и укрытие
- 24 серия — Ледяная утка / Утиные танцы
- 25 серия — Свободен как птица / Перья птичьей погоды
- 26 серия — Любитель уток / Кряк из глубинки

## Персонажи
- Билл — утка, главный герой мультсериала, носит красную бабочку.
- Альдо — аллигатор, лучший друг Билла.